# Nati nel 1982/Settembre
| Questa pagina contiene informazioni ricavate automaticamente dalle voci biografiche con l'ausilio del template Bio e di un bot. L'aggiornamento è periodico e automatico e ricostruisce completamente la pagina. Se manca una persona in questa lista, sei pregato di non aggiungerla, ma accertati piuttosto che la sua voce biografica contenga il template Bio e che i dati anagrafici siano correttamente compilati. Se il template Bio manca, inseriscilo tu stesso o, in alternativa, metti l'avviso {{tmp\|Bio}} che ne segnala la mancanza. Se i dati riportati sono sbagliati, correggi direttamente la voce biografica; le modifiche saranno visibili in questa lista entro pochi giorni. Per chiarimenti vedi il progetto biografie. La lista contiene solo le 439 persone che sono citate nell'enciclopedia e per le quali è stato implementato correttamente il template Bio. Pagina aggiornata al 10 ago 2025. |

- 1º settembre - Suchítel Ávila, ex cestista cubana
- 1º settembre - Jeffrey Buttle, ex pattinatore artistico su ghiaccio canadese
- 1º settembre - Juan Ramón Calvo, allenatore di calcio a 5 e ex giocatore di calcio a 5 spagnolo
- 1º settembre - Ryan Gomes, allenatore di pallacanestro e ex cestista statunitense
- 1º settembre - Zoe Lister-Jones, attrice statunitense
- 1º settembre - Samir Makhoukhi, ex giocatore di calcio a 5 olandese
- 1º settembre - Peter van Merksteijn Jr., pilota di rally olandese
- 1º settembre - Brune Poirson, politica francese
- 1º settembre - Danny Robinson, allenatore di calcio e ex calciatore inglese
- 1º settembre - Viviana Schiavi, allenatrice di calcio e ex calciatrice italiana
- 1º settembre - Ben Troupe, ex giocatore di football americano statunitense
- 1º settembre - Annabel Vernon, ex canottiera britannica
- 1º settembre - Aleksander Walerianczyk, altista polacco
- 2 settembre - Joey Barton, allenatore di calcio e ex calciatore inglese
- 2 settembre - Krum Bibiškov, ex calciatore bulgaro
- 2 settembre - Jacopo Bonvicini, attore italiano
- 2 settembre - César Castro, tuffatore brasiliano
- 2 settembre - Dan Connolly, giocatore di football americano statunitense
- 2 settembre - Hánier Dranguet, ex calciatore cubano
- 2 settembre - Hugo Droguett, ex calciatore cileno
- 2 settembre - Hugo Gaspar, pallavolista portoghese
- 2 settembre - Catherine Greves, canottiera britannica
- 2 settembre - Jason Hammel, ex giocatore di baseball statunitense
- 2 settembre - Shereefa Lloyd, velocista giamaicana
- 2 settembre - Tamás Lódi, giocatore di calcio a 5 e allenatore di calcio a 5 ungherese
- 2 settembre - Davide Manca, direttore della fotografia italiano
- 2 settembre - Andrea Masciarelli, ex ciclista su strada italiano
- 2 settembre - Tinashe Nengomasha, ex calciatore zimbabwese
- 2 settembre - Alan Tate, allenatore di calcio, dirigente sportivo e ex calciatore inglese
- 3 settembre - Sarah Burke, sciatrice freestyle canadese († 2012)
- 3 settembre - Manuel Corrales, ex calciatore peruviano
- 3 settembre - Tresor Egholm, allenatore di calcio e calciatore norvegese
- 3 settembre - Ayumi Fujimura, doppiatrice giapponese
- 3 settembre - Gabriel Giurgiu, ex calciatore rumeno
- 3 settembre - Koen van de Laak, ex calciatore olandese
- 3 settembre - Diana Luna, golfista italiana
- 3 settembre - Lisa McGrillis, attrice britannica
- 3 settembre - Andrew McMahon, cantante e compositore statunitense
- 3 settembre - Annamaria Nagy, schermitrice ungherese
- 3 settembre - Chris Wilcox, ex cestista statunitense
- 3 settembre - Carlo Zotti, allenatore di calcio e ex calciatore italiano
- 4 settembre - Lorenzo Balducci, attore italiano
- 4 settembre - Nazar Baýramow, ex calciatore turkmeno
- 4 settembre - Giuseppe Buompane, politico italiano
- 4 settembre - Chen Feilong, giocatore di snooker cinese
- 4 settembre - Whitney Cummings, comica, attrice e sceneggiatrice statunitense
- 4 settembre - Lou Doillon, modella, attrice e cantante francese
- 4 settembre - Flávia Luiza de Souza dos Santos, cestista brasiliana
- 4 settembre - Mark Gerrard, rugbista a 15 australiano
- 4 settembre - Hildur Guðnadóttir, violoncellista e compositrice islandese
- 4 settembre - David Helísek, calciatore ceco
- 4 settembre - Mark Lewis-Francis, velocista e bobbista britannico
- 4 settembre - Drapht, rapper australiano
- 4 settembre - Roberto Serra, ex pattinatore di short track italiano
- 4 settembre - Ondřej Smetana, allenatore di calcio e ex calciatore ceco
- 4 settembre - Sarah Solemani, attrice britannica
- 4 settembre - Adriano Varrica, politico italiano
- 4 settembre - Fabián Yantorno, allenatore di calcio e ex calciatore uruguaiano
- 4 settembre - Kim Khan Zaki, kickboxer e thaiboxer singaporiano
- 5 settembre - Hussam Abu Saleh, calciatore palestinese
- 5 settembre - Davide Arneodo, polistrumentista, compositore e produttore discografico italiano
- 5 settembre - Isabel Benjumea, imprenditrice e politica spagnola
- 5 settembre - Domitilla D'Amico, doppiatrice, direttrice del doppiaggio e attrice italiana
- 5 settembre - Claire Dautherives, ex sciatrice alpina francese
- 5 settembre - Roko Karanušić, ex tennista croato
- 5 settembre - Marián Kello, ex calciatore slovacco
- 5 settembre - Ryōichi Kurisawa, allenatore di calcio e ex calciatore giapponese
- 5 settembre - Sondre Lerche, cantautore e musicista norvegese
- 5 settembre - Ian Nelson, attore statunitense
- 5 settembre - Cyndi Wang, cantante e attrice taiwanese
- 5 settembre - Abd al-Aziz bin Talal Al Sa'ud, principe saudita
- 6 settembre - Sayed Ali Bechir, ex calciatore mauritano
- 6 settembre - Carlos Alberto Alves Garcia, ex calciatore portoghese
- 6 settembre - Martin Amedick, ex calciatore tedesco
- 6 settembre - Angelina Castro, attrice pornografica cubana
- 6 settembre - Stéphane Dumont, allenatore di calcio e ex calciatore francese
- 6 settembre - J.K. Edwards, ex cestista statunitense
- 6 settembre - Virginie Faivre, ex sciatrice freestyle svizzera
- 6 settembre - María Isabel Fernández, pallavolista spagnola
- 6 settembre - Radek Hochmeister, ex calciatore ceco
- 6 settembre - Temeka Johnson, ex cestista statunitense
- 6 settembre - Ilenia Lazzarin, attrice e conduttrice televisiva italiana
- 6 settembre - Víctor René Mendieta Sáenz, calciatore panamense
- 6 settembre - Cristian Nasuti, ex calciatore argentino
- 6 settembre - Valentina Patruno, modella e conduttrice televisiva venezuelana
- 6 settembre - Giovani Pedotti, ex giocatore di calcio a 5 brasiliano
- 6 settembre - Thyago Piffer, giocatore di calcio a 5 brasiliano
- 6 settembre - Mikko Pukka, ex hockeista su ghiaccio finlandese
- 6 settembre - Mauri Wasi, calciatore papuano
- 7 settembre - Kim Butler, ex cestista statunitense
- 7 settembre - Antonia Campbell-Hughes, attrice britannica
- 7 settembre - David Dawson, attore britannico
- 7 settembre - Heike Fischer, tuffatrice tedesca
- 7 settembre - Tomáš Janíček, ex calciatore ceco
- 7 settembre - Iamel Kabeu, ex calciatore francese
- 7 settembre - Marcin Marciniszyn, velocista polacco
- 7 settembre - Filippo Masoni, ex cestista italiano
- 7 settembre - Ryōko Shiraishi, doppiatrice e cantante giapponese
- 7 settembre - Emese Szász, schermitrice ungherese
- 7 settembre - Jorge Velázquez, calciatore argentino
- 7 settembre - Kelly Willie, ex velocista statunitense
- 8 settembre - Paolo Barlera, cestista italiano († 2009)
- 8 settembre - Jennifer Bongardt, ex canoista tedesca
- 8 settembre - Sébastien Carole, ex calciatore francese
- 8 settembre - Golo Euler, attore tedesco
- 8 settembre - Hannes Grossmann, batterista tedesco
- 8 settembre - Koen de Kort, ex ciclista su strada olandese
- 8 settembre - Leandra Leal, attrice, regista e produttrice cinematografica brasiliana
- 8 settembre - Bhaudry Massouanga, ex calciatore congolese (Repubblica del Congo)
- 8 settembre - Mo Ke, ex cestista cinese
- 8 settembre - Diego Moretti, giocatore di calcio a 5 italiano
- 8 settembre - Ollie Phillips, rugbista a 15 britannico
- 8 settembre - David Quiroz, ex calciatore ecuadoriano
- 8 settembre - Rodrigo Heffner, ex calciatore brasiliano
- 8 settembre - Lucia Rossi, attrice italiana
- 8 settembre - Marko Šarlija, ex calciatore croato
- 9 settembre - Saskia Bartusiak, ex calciatrice tedesca
- 9 settembre - Francesco Carrozzini, fotografo e regista italiano
- 9 settembre - Daniele Croce, allenatore di calcio e ex calciatore italiano
- 9 settembre - B.J. Elder, ex cestista statunitense
- 9 settembre - Sharrod Ford, ex cestista statunitense
- 9 settembre - Francesco Gabbani, cantautore e polistrumentista italiano
- 9 settembre - Wélissa Gonzaga, pallavolista brasiliana
- 9 settembre - Jonathan Jeremiah, cantautore britannico
- 9 settembre - John Kuhn, giocatore di football americano statunitense
- 9 settembre - Jiří Poděbradský, calciatore ceco
- 9 settembre - Marco Serra, arbitro di calcio italiano
- 9 settembre - Rômulo Togni, allenatore di calcio e ex calciatore brasiliano
- 9 settembre - Ai Ōtsuka, cantante giapponese
- 9 settembre - Brendon Šantalab, calciatore australiano
- 10 settembre - Niklas Arrhenius, discobolo e pesista svedese
- 10 settembre - Pat Carroll, ex cestista statunitense
- 10 settembre - Misty Copeland, ballerina statunitense
- 10 settembre - Eduardo Magalhães Machado, cestista brasiliano
- 10 settembre - Marija Filipova, pallavolista bulgara
- 10 settembre - Mogogi Gabonamong, ex calciatore botswano
- 10 settembre - Bret Iwan, doppiatore statunitense
- 10 settembre - Staffan Kronwall, hockeista su ghiaccio svedese
- 10 settembre - David López Moreno, ex calciatore spagnolo
- 10 settembre - Cleidimar Magalhães Silva, ex calciatore brasiliano
- 10 settembre - Stephen McManus, allenatore di calcio e ex calciatore scozzese
- 10 settembre - Gader Mousa, ex calciatore qatariota
- 10 settembre - Ronaldo Aparecido Rodrigues, allenatore di calcio e ex calciatore brasiliano
- 10 settembre - Johnny Olszewski, politico statunitense
- 10 settembre - Javi Varas, ex calciatore spagnolo
- 10 settembre - Qusay Mubarak Abdullah, arcivescovo cattolico iracheno
- 11 settembre - Elvan Abeylegesse, mezzofondista etiope
- 11 settembre - Svjatlana Cichanoŭskaja, politica bielorussa
- 11 settembre - Michele Danese, pilota motociclistico italiano
- 11 settembre - Rusmin Dedič, ex calciatore bosniaco
- 11 settembre - Ricky Minard, ex cestista e allenatore di pallacanestro statunitense
- 11 settembre - Elena Parchomenko, pallavolista azera
- 11 settembre - Ivan Pejčić, ex calciatore serbo
- 11 settembre - Shriya, attrice indiana
- 11 settembre - Lieuwe Westra, ciclista su strada olandese († 2023)
- 12 settembre - Pietro Accardi, dirigente sportivo e ex calciatore italiano
- 12 settembre - Yusuf Gatewood, attore statunitense
- 12 settembre - Natal'ja Guseva, ex biatleta russa
- 12 settembre - Max Hoff, canoista tedesco
- 12 settembre - Jeff Jackson, politico e militare statunitense
- 12 settembre - Kiran Bechan, ex calciatore olandese
- 12 settembre - Ehsan Ghaem Maghami, scacchista iraniano
- 12 settembre - Matthias Müller, orientista svizzero
- 12 settembre - Nba Saghru, cantautore, poeta e pittore marocchino († 2011)
- 12 settembre - Zoran Planinić, ex cestista croato
- 12 settembre - Harry Tong Sang, ex calciatore francese
- 12 settembre - Vanja Udovičić, politico e ex pallanuotista serbo
- 13 settembre - Marina Aitova, ex altista kazaka
- 13 settembre - Soraya Arnelas, cantante spagnola
- 13 settembre - Tanguy Barro, ex calciatore burkinabé
- 13 settembre - Valentina D'Agostino, attrice italiana
- 13 settembre - Lloyd Dyer, ex calciatore inglese
- 13 settembre - Wuiswell Isea, ex calciatore venezuelano
- 13 settembre - Stanley Kgatla, ex calciatore sudafricano
- 13 settembre - Paolo Maggioni, conduttore radiofonico e giornalista italiano
- 13 settembre - Valerio Marini, arbitro di calcio italiano
- 13 settembre - Maybyner Rodney Hilário, ex cestista brasiliano
- 13 settembre - Giles Panton, attore canadese
- 13 settembre - J.G. Quintel, animatore, autore televisivo e doppiatore statunitense
- 13 settembre - Ri Kwang-myong, ex calciatore nordcoreano
- 13 settembre - Florian Stalder, ex ciclista su strada svizzero
- 13 settembre - Miha Zupan, ex cestista sloveno
- 14 settembre - Sunrise Adams, ex attrice pornografica statunitense
- 14 settembre - Wes Carr, cantautore e polistrumentista australiano
- 14 settembre - Brian Dorby, calciatore seychellese
- 14 settembre - Aykut Erçetin, ex calciatore turco
- 14 settembre - Josh Gardner, ex calciatore statunitense
- 14 settembre - Anouar Hadouir, ex calciatore olandese
- 14 settembre - Leroy Hill, ex giocatore di football americano statunitense
- 14 settembre - Yoshiko Kira, politica giapponese
- 14 settembre - Florian Mader, ex calciatore austriaco
- 14 settembre - Miron Muslić, allenatore di calcio e ex calciatore austriaco
- 14 settembre - Hiroki Narimiya, attore e modello giapponese
- 14 settembre - Andrius Petreikis, ex calciatore lituano
- 14 settembre - Petr Průcha, ex hockeista su ghiaccio ceco
- 14 settembre - Denïs Şçetkïn, calciatore kazako
- 14 settembre - Bruno Zanotti, ex cestista paraguaiano
- 15 settembre - Jesse Andrews, scrittore e sceneggiatore statunitense
- 15 settembre - Grégory Arganese, rugbista a 15 italiano
- 15 settembre - Laila Boonyasak, attrice e modella thailandese
- 15 settembre - Du Juan, modella cinese
- 15 settembre - Edmilson dos Santos Silva, ex calciatore brasiliano
- 15 settembre - Lisa Ek, ex calciatrice svedese
- 15 settembre - Sofia Jannok, cantante svedese
- 15 settembre - Per Nilsson, ex calciatore svedese
- 15 settembre - Ahmed Raouf, ex calciatore egiziano
- 15 settembre - Shayne Reese, nuotatrice australiana
- 15 settembre - Aaron Ross, giocatore di football americano statunitense
- 15 settembre - Abdoulaye Kapi Sylla, ex calciatore guineano
- 15 settembre - Martin Vyskočil, calciatore ceco
- 16 settembre - Koby Altman, dirigente sportivo statunitense
- 16 settembre - Leon Britton, allenatore di calcio, dirigente sportivo e ex calciatore inglese
- 16 settembre - Nick DeWitz, ex cestista statunitense
- 16 settembre - Omar Gamal, ex calciatore egiziano
- 16 settembre - Linus Gerdemann, ex ciclista su strada tedesco
- 16 settembre - Giacomo Guidi, schermidore italiano
- 16 settembre - Marián Had, calciatore slovacco
- 16 settembre - Juninho, allenatore di calcio e ex calciatore brasiliano
- 16 settembre - Barbara Engleder, tiratrice a segno tedesca
- 16 settembre - Martin Lejsal, ex calciatore ceco
- 16 settembre - Livio Minafra, compositore e pianista italiano
- 16 settembre - Richard Pitino, allenatore di pallacanestro statunitense
- 16 settembre - Kenan Ragipović, ex calciatore serbo
- 16 settembre - Michele Rizzo, ex rugbista a 15 e allenatore di rugby a 15 italiano
- 16 settembre - Stephen Sir, ex cestista canadese
- 16 settembre - José Rui Tavares da Veiga, ex calciatore portoghese
- 17 settembre - Aṣa, cantante e compositrice francese
- 17 settembre - Bartosz Fabiniak, ex calciatore polacco
- 17 settembre - Hwang Myong-chol, ex calciatore nordcoreano
- 17 settembre - Scott Jorgensen, artista marziale misto statunitense
- 17 settembre - Irson Kudikova, cantante, sassofonista e produttrice discografica russa
- 17 settembre - Emil Martínez, calciatore honduregno
- 17 settembre - Jillian Mele, giornalista statunitense
- 17 settembre - Nicolas Osvaldo Pisano, ex calciatore argentino
- 17 settembre - Wade Robson, ballerino, coreografo e regista australiano
- 17 settembre - Sergej Strukov, ex calciatore russo
- 17 settembre - Sead Zilić, ex calciatore bosniaco
- 18 settembre - Laura Barriales, attrice, modella e showgirl spagnola
- 18 settembre - Agustín Cavalieri, ex rugbista a 15 argentino
- 18 settembre - José Devaca, ex calciatore paraguaiano
- 18 settembre - Arvydas Eitutavičius, ex cestista lituano
- 18 settembre - Sašo Ǵoreski, ex calciatore macedone
- 18 settembre - George Mourad, ex calciatore svedese
- 18 settembre - Adesoje Ojevole, allenatore di calcio e ex calciatore russo
- 18 settembre - Alfredo Talavera, ex calciatore messicano
- 18 settembre - T.J. Thompson, ex cestista statunitense
- 18 settembre - Stuart Wells, attore britannico
- 19 settembre - Shaun Barker, ex calciatore inglese
- 19 settembre - Juan Pablo Cantero, cestista argentino
- 19 settembre - Enrico Chelodi, hockeista su ghiaccio italiano
- 19 settembre - Eléni Daniilídou, ex tennista greca
- 19 settembre - Dewi Driegen, modella olandese
- 19 settembre - Eduardo dos Reis Carvalho, allenatore di calcio e ex calciatore portoghese
- 19 settembre - Geōrgios Kantimirīs, ex calciatore greco
- 19 settembre - Bekim Kuli, allenatore di calcio e ex calciatore albanese
- 19 settembre - Jordan Parise, ex hockeista su ghiaccio statunitense
- 19 settembre - Columbus Short, attore e coreografo statunitense
- 19 settembre - Elena Zamolodčikova, ex ginnasta russa
- 20 settembre - Sam Adegoke, attore nigeriano
- 20 settembre - Valērijs Afanasjevs, ex calciatore lettone
- 20 settembre - Guillermo Araújo, ex cestista paraguaiano
- 20 settembre - Mathew Belcher, velista australiano
- 20 settembre - Aaron Burkart, pilota di rally tedesco
- 20 settembre - Daniella Evangelista, attrice canadese
- 20 settembre - Michael Fitchett, ex cestista e allenatore di pallacanestro neozelandese
- 20 settembre - Nils Frahm, compositore tedesco
- 20 settembre - Andrea Garghella, pallavolista italiano
- 20 settembre - Marco Gaspari, allenatore di pallavolo italiano
- 20 settembre - Giua, cantautrice e chitarrista italiana
- 20 settembre - Hu Ge, attore e cantante cinese
- 20 settembre - Michael Koryta, scrittore, giornalista e investigatore privato statunitense
- 20 settembre - Sofia Lundgren, ex calciatrice svedese
- 20 settembre - Inna Osypenko, canoista ucraina
- 20 settembre - Jessica Pimentel, attrice e musicista statunitense
- 20 settembre - Karim Qqru, batterista, produttore discografico e compositore italiano
- 20 settembre - Peter Strodl, ex sciatore alpino tedesco
- 21 settembre - Seamus Boxley, ex cestista statunitense
- 21 settembre - Luiz Eduardo Santana Brito, ex calciatore brasiliano
- 21 settembre - Waldemar Buda, politico polacco
- 21 settembre - Greg Burke, ex giocatore di baseball statunitense
- 21 settembre - Daniele Degano, allenatore di calcio e ex calciatore italiano
- 21 settembre - Roberto Di Maio, ex calciatore italiano
- 21 settembre - Felisberto Sebastião de Graça Amaral, ex calciatore angolano
- 21 settembre - Marat Izmajlov, ex calciatore russo
- 21 settembre - Daniel Kass, snowboarder statunitense
- 21 settembre - Marco Navas, ex calciatore spagnolo
- 21 settembre - Jonathan McKain, ex calciatore australiano
- 21 settembre - Reza Norouzi, ex calciatore iraniano
- 21 settembre - Dominic Perrottet, politico australiano
- 21 settembre - Rade Petrović, ex calciatore montenegrino
- 21 settembre - Łukasz Sapela, ex calciatore polacco
- 21 settembre - Elise Schaap, attrice olandese
- 21 settembre - Abdullah Waleed Sharbatly, cavaliere saudita
- 21 settembre - Travis Pita Sinapati, allenatore di calcio e ex calciatore samoano americano
- 21 settembre - Jón Stefánsson, ex cestista islandese
- 21 settembre - Tommaso Tagliaferri, ex snowboarder italiano
- 21 settembre - Chrīstos Tapoutos, ex cestista greco
- 21 settembre - Rowan Vine, ex calciatore inglese
- 21 settembre - Rudy Youngblood, attore, musicista e ballerino statunitense
- 22 settembre - Mandy Chiang, cantante cinese
- 22 settembre - Bernard Dong Bortey, ex calciatore ghanese
- 22 settembre - Martin Foyston, allenatore di calcio inglese
- 22 settembre - Francis Hegerty, canottiere australiano
- 22 settembre - Kōsuke Kitajima, ex nuotatore giapponese
- 22 settembre - Tarek Koussani, attore tunisino
- 22 settembre - Katie Lowes, attrice e regista teatrale statunitense
- 22 settembre - Cliff Mardulier, calciatore belga
- 22 settembre - Billie Piper, attrice e cantante britannica
- 22 settembre - Maarten Stekelenburg, ex calciatore olandese
- 22 settembre - Csanád Szegedi, politico ungherese
- 23 settembre - Rashad Bell, ex cestista statunitense
- 23 settembre - Eduardo Costa, ex calciatore brasiliano
- 23 settembre - Han Han, scrittore, musicista e produttore discografico cinese
- 23 settembre - Ryūichi Kiyonari, pilota motociclistico giapponese
- 23 settembre - Dimitrija Lazarevski, ex calciatore macedone
- 23 settembre - Lee Ha-na, attrice sudcoreana
- 23 settembre - J.C. Mathis, ex cestista e allenatore di pallacanestro statunitense
- 23 settembre - Nyls, cantante francese
- 23 settembre - Jana Ruzavina, schermitrice russa
- 23 settembre - Shyla Stylez, attrice pornografica canadese († 2017)
- 23 settembre - Alyssa Sutherland, attrice e modella australiana
- 23 settembre - Gill Swerts, ex calciatore belga
- 23 settembre - Tom Tomake, calciatore vanuatuano
- 23 settembre - Leonard Weaver, ex giocatore di football americano statunitense
- 24 settembre - Michitaka Akimoto, ex calciatore giapponese
- 24 settembre - Pascal Bader, ex calciatore svizzero
- 24 settembre - Stef Clement, ex ciclista su strada olandese
- 24 settembre - James Dempsey, giocatore di poker britannico
- 24 settembre - Morgan Hamm, ex ginnasta statunitense
- 24 settembre - Paul Hamm, ex ginnasta statunitense
- 24 settembre - Terrance Johnson, cestista statunitense († 2025)
- 24 settembre - Cristian Daniel Ledesma, allenatore di calcio e ex calciatore argentino
- 24 settembre - Erik Lundin, rapper svedese
- 24 settembre - Christian Maråker, ex cestista svedese
- 24 settembre - Julie McBride, ex cestista statunitense
- 24 settembre - Bruno Miguel Moreira de Sousa, allenatore di calcio e ex calciatore portoghese
- 24 settembre - Alessandro Mossoni, sollevatore italiano
- 24 settembre - Antonio Petrović, ex pallanuotista montenegrino
- 25 settembre - Virginio Caparvi, politico italiano
- 25 settembre - Casper, rapper tedesco
- 25 settembre - Miguel Ángel Cuéllar, ex calciatore paraguaiano
- 25 settembre - Ednilson, ex calciatore guineense
- 25 settembre - Kany García, cantante e chitarrista portoricana
- 25 settembre - Nick George, ex cestista britannico
- 25 settembre - Hyun Bin, attore, modello e cantante sudcoreano
- 25 settembre - Ivan Knezović, calciatore croato
- 25 settembre - Sergio Leal, ex calciatore uruguaiano
- 25 settembre - Gabriel Oyola, ex calciatore argentino
- 25 settembre - Frederic Winters, pallavolista canadese
- 26 settembre - Carmen Bagiu, ex cestista rumena
- 26 settembre - Andrea Concas, scrittore italiano
- 26 settembre - Marco Fortes, pesista e discobolo portoghese
- 26 settembre - Ludovico Fremont, attore italiano
- 26 settembre - Axel Hirsoux, cantante belga
- 26 settembre - Greg Hogeboom, ex hockeista su ghiaccio canadese
- 26 settembre - Julija Nova, modella russa
- 26 settembre - Simon Picone, ex rugbista a 15 italiano
- 26 settembre - Miguel Portillo, ex calciatore argentino
- 26 settembre - Damian Priest, wrestler statunitense
- 26 settembre - Jeanne Senghor, ex cestista senegalese
- 26 settembre - Betty Sun, attrice cinese
- 26 settembre - Ladislav Tomaček, ex calciatore slovacco
- 26 settembre - Chiara Tortorella, conduttrice televisiva, conduttrice radiofonica e modella italiana
- 27 settembre - Anna Camp, attrice statunitense
- 27 settembre - Lil Wayne, rapper e produttore discografico statunitense
- 27 settembre - Fabián Estoyanoff, ex calciatore uruguaiano
- 27 settembre - Nicolás Gianni, ex calciatore argentino
- 27 settembre - Algis Jankauskas, ex calciatore lituano
- 27 settembre - Essau Kanyenda, ex calciatore malawiano
- 27 settembre - Thomas Kelati, ex cestista statunitense
- 27 settembre - Gábor Kis, ex pallanuotista ungherese
- 27 settembre - Adrianna Lamalle, ostacolista e velocista francese
- 27 settembre - Jon McLaughlin, cantautore statunitense
- 27 settembre - Antonio Moscatiello, pugile italiano
- 27 settembre - Piergiorgio Pulixi, scrittore italiano
- 27 settembre - Luis Ricardo Rodríguez, calciatore guatemalteco
- 27 settembre - Markus Rosenberg, ex calciatore svedese
- 27 settembre - Irak'li Sirbiladze, ex calciatore georgiano
- 27 settembre - Andwélé Slory, ex calciatore surinamese
- 27 settembre - Norman Sylla, ex calciatore francese
- 27 settembre - Amadou Touré, ex calciatore burkinabé
- 27 settembre - Tan White, cestista statunitense
- 27 settembre - Darrent Williams, giocatore di football americano statunitense († 2007)
- 27 settembre - Jason Wu, stilista taiwanese
- 28 settembre - Nawaf Al-Mutairi, ex calciatore kuwaitiano
- 28 settembre - Anderson Varejão, ex cestista brasiliano
- 28 settembre - Aleksandr Anjukov, allenatore di calcio e ex calciatore russo
- 28 settembre - Takeshi Aoki, ex calciatore giapponese
- 28 settembre - Alex Barron, giocatore di football americano statunitense
- 28 settembre - Ex Novo, cantautore italiano
- 28 settembre - Abhinav Bindra, tiratore a segno indiano
- 28 settembre - Anton Bobër, ex calciatore russo
- 28 settembre - Emelio Caligdong, ex calciatore filippino
- 28 settembre - César Carignano, ex calciatore argentino
- 28 settembre - St. Vincent, cantautrice, compositrice e polistrumentista statunitense
- 28 settembre - Matthew Cohen, attore e regista statunitense
- 28 settembre - Ray Emery, hockeista su ghiaccio canadese († 2018)
- 28 settembre - Kazue Fukiishi, attrice e modella giapponese
- 28 settembre - Jevhen Ivanjak, giocatore di calcio a 5 ucraino
- 28 settembre - Jean-Paul Kalala, ex calciatore della Repubblica Democratica del Congo
- 28 settembre - Ranbir Kapoor, attore e dirigente sportivo indiano
- 28 settembre - Nolwenn Leroy, cantante, cantautrice e attrice francese
- 28 settembre - Peter London, bassista svedese
- 28 settembre - Emeka Okafor, ex cestista statunitense
- 28 settembre - Filiberto Rivera, cestista portoricano
- 28 settembre - Luke Varney, ex calciatore inglese
- 29 settembre - Miguel Ayala, ex cestista messicano
- 29 settembre - Rasul Boqiev, judoka tagiko
- 29 settembre - Stephen Boss, ballerino, conduttore televisivo e attore statunitense († 2022)
- 29 settembre - Evaldas Dainys, cestista lituano
- 29 settembre - Matt Giteau, rugbista a 15 australiano
- 29 settembre - Ariana Jollee, ex attrice pornografica statunitense
- 29 settembre - Brigitta Bulgari, disc jockey, modella e ex attrice pornografica ungherese
- 29 settembre - Uili Kolo'ofai, rugbista a 15 neozelandese
- 29 settembre - Miloš Milojević, allenatore di calcio e ex calciatore serbo
- 29 settembre - Dominique Reyal, ex calciatore francese
- 29 settembre - Margherita Rigon, golfista italiana
- 29 settembre - Amy Williams, ex skeletonista e copilota di rally britannica
- 29 settembre - Vinícius de Siqueira, pallavolista brasiliano
- 29 settembre - Mert Öcal, attore e modello turco
- 30 settembre - Moussa Alzouma, calciatore nigerino
- 30 settembre - Arthur Luiz Belchor Silva, cestista brasiliano
- 30 settembre - Maria Caramia, allenatrice di calcio e ex calciatrice italiana
- 30 settembre - Bram Castro, ex calciatore belga
- 30 settembre - Lacey Chabert, attrice, doppiatrice e modella statunitense
- 30 settembre - Takesure Chinyama, ex calciatore zimbabwese
- 30 settembre - Ryane Clowe, ex hockeista su ghiaccio canadese
- 30 settembre - Kieran Culkin, attore statunitense
- 30 settembre - Greg Etafia, ex calciatore nigeriano
- 30 settembre - Chad Gould, ex calciatore filippino
- 30 settembre - Marcella Gozzi, ex calciatrice e ex giocatrice di calcio a 5 italiana
- 30 settembre - Tom Hayward, pilota motociclistico britannico
- 30 settembre - Kenny van Hummel, ex ciclista su strada, pistard e ciclocrossista olandese
- 30 settembre - Tory Lane, attrice pornografica statunitense
- 30 settembre - Miguel Linares, ex calciatore spagnolo
- 30 settembre - Steffen Rasmussen, ex calciatore danese
- 30 settembre - Teal Redmann, attrice statunitense
- 30 settembre - Seth Smith, giocatore di baseball statunitense
- 30 settembre - Zhou Yan, giocatrice di curling cinese